# Сюржер
Сюрже́р (фр. Surgères) — коммуна во Франции, находится в регионе Пуату — Шаранта. Департамент коммуны — Шаранта Приморская. Входит в состав кантона Сюржер. Округ коммуны — Рошфор.
Код INSEE коммуны — 17434.

## Население
Население коммуны на 2010 год составляло 6508 человек.
| 1962 | 1968 | 1975 | 1982 | 1990 | 1999 | 2010 |
| ---- | ---- | ---- | ---- | ---- | ---- | ---- |
| 4839 | 5644 | 6178 | 6175 | 6049 | 6051 | 6508 |